# Federální služba Ruské federace pro kontrolu narkotik

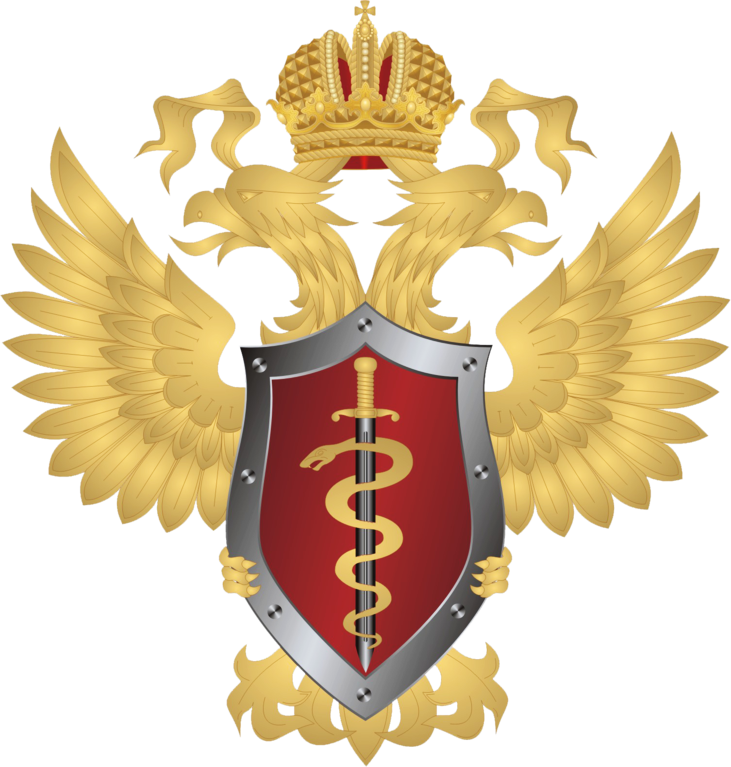
Znak FSKN RF

Federální služba Ruské federace pro kontrolu narkotik (rusky Федеральная служба Российской Федерации по контролю за оборотом наркотиков, Federalnaja služba Rossijskoj federacii po kontrolju za oborotom narkotikov, zkráceně FSKN RF) je orgán výkonné moci Ruské federace provádějící státní politiku, normativně-právní regulaci, kontrolu a dozor nad narkotickými přípravky, psychotropními látkami a jejich prekurzory a také restrikce jejich nezákonného oběhu.